# Tieta do Agreste
Tieta do Agreste é um romance do escritor brasileiro e baiano Jorge Amado, publicado em 17 de agosto de 1977, que vendeu em cerca de 1 ano 100 mil exemplares.

## Sinopse
O livro apresenta uma situação dramática clássica: a de uma adolescente que é denunciada por sua irmã Perpétua a seu pai, Zé Esteves, por conta de suas aventuras e liberdade. Recebe uma surra de cajado, e é escorraçada de casa pelo pai. Depois de mais de 25 anos, ela volta rica e poderosa para a cidade de Sant'Ana do Agreste. A sua volta estão típicos representantes do interior baiano, lutando pela sobrevivência, defendendo ou resistindo a preconceitos, almejando pequenas ambições, um microcosmo do conservadorismo brasileiro que compõe um painel vivo dos conflitos e consequências provincianos que antecedem a chegada de sinais de mudanças entendido como 'progresso'.

## Adaptações
Autor brasileiro mais traduzido no exterior, Jorge Amado teve várias obras adaptadas para cinema, televisão e teatro, incluindo Tieta do Agreste.
Em 1989 a TV Globo apresentou a telenovela Tieta, com direção de Reynaldo Boury, Ricardo Waddington, Luiz Fernando Carvalho e Paulo Ubiratan, tendo Cláudia Ohana e Betty Faria no papel-título e Adriana Canabrava e Joana Fomm como Perpétua. É considerada uma das novelas de maior audiência da televisão brasileira.
Em 1996 foi realizado o filme Tieta do Agreste, baseado no romance, dirigido por Cacá Diegues e com Flora Diegues, Patrícia França, Sônia Braga, Anna Cotrim e Marília Pêra nos papéis de Tieta e Perpétua.